# Schronisko w Winnicy Pierwsze
Schronisko w Winnicy Pierwsze, Schronisko w Górze Winnicy w Tyńcu Pierwsze – schronisko na wzgórzu Winnica w Tyńcu. Pod względem administracyjnym znajduje się w Dzielnicy VIII Dębniki w Krakowie, pod względem geograficznym na Wzgórzach Tynieckich na Pomoście Krakowskim, w makroregionie Bramy Krakowskiej. Wzgórza te włączone zostały w obszar Bielańsko-Tynieckiego Parku Krajobrazowego.

## Opis obiektu
Schronisko znajduje się w skale Mur przy Skurwysynie przy parkingu restauracji „Tarasy Tynieckie”. Z parkingu widoczne są na wysokości 12 m dwa otwory schroniska; lewy o kwadratowym przekroju i prawy o nieregularnym, pionowo wydłużonym kształcie. Lewy został wykuty, prawy jest naturalnego pochodzenia. Dostać się do nich można wspinaczką. Do otworu prawego prowadzi droga wspinaczkowa Filar Otroków (IV+ w skali polskiej).
Schronisko składa się z dużej, prostokątnej sali o długości nieco ponad 10 m i szerokości 2 m. Na północny zachód wychodzą z niej dwa otwory widoczne w murze skalnym. Sala ma jeszcze trzeci otwór znajdujący się w południowo-wschodniej ścianie sali, naprzeciwko otworu prawego. Odbiega od niego krótki korytarzyk możliwy do przejścia na długości niewiele ponad 1 m.
Wapienie, w których znajduje się schronisko pochodzą z jury późnej. Brak nacieków i namuliska. Schronisko jest w całości oświetlone.

## Historia
Schronisko jest znane prawdopodobnie od bardzo dawna. J. Zinkow podaje, że ukrywali się w nim ludzie podczas wojen. Duża część jego sali została przez ludzi przekształcona, ludzie również wykuli otwór lewy. Schronisko wykorzystywane jest przez wspinaczy, którzy w jego prawym otworze zamontowali stanowisko zjazdowe. Schronisko zinwentaryzował Kazimierz Kowalski w 1951 roku. Podał jego położenie, plan i nadał mu nazwę Schronisko w Górze Winnicy I. W sierpniu 1999 roku M. Pruc i T. Kościelniak sporządzili nowy plan i dokumentację schroniska.

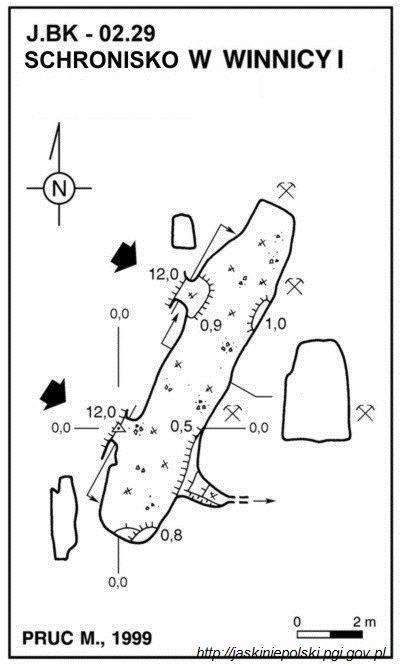
Plan